# Спайдер Робінсон
Спайдер Робінсон (англ. Spider Robinson; 24 листопада 1948 , Нью-Йорк, Нью-Йорк ) — псевдонім американського і канадського письменника наукової фантастики Пола Робінсона.

## Біографія
Народився 24 листопада 1948 року в Нью-Йорку. Закінчив Університет Стоуні-Брук у 1960-х.
Тепер живе в Галіфаксі (провінція Нова Шотландія, Канада).

## Творчість
Працював у редакціях літературних журналів фантастики «Analog Science Fiction», «Galaxy Science Fiction» і «Destinies».
Перша публікація — «The Guy with the Eyes» (1973). Дебютна книга — Телемпат, — вийшла 1976 року і є розширеною версією відзначеної премією «Г'юго» повісті «Будь-яким іншим ім'ям». Найвідоміший[джерело не вказане 1987 днів] твір Робінсона — повість «Зоряний танок» (англ. Stardance) написана в 1977 році разом з його дружиною Джин Робінсон, в 1978 відзначена премією «Г'юго».
Ще один популярний[джерело не вказане 1987 днів] серіал Робінсона — цикл оповідань «The Callahan's Series» — гумористичні історії, розказані різноманітними «космічними вовками» у барі Каллагана.

## Нагороди та визнання
- 1974 — Премія Джона В. Кемпбелла найкращому новому письменнику-фантасту.
- Премія Г'юго:
  - 1977 — Премія Г'юго за кращу повість («Будь-яким іншим ім'ям», англ. By Any Other Name, 1976 рік).
  - 1978 — Премія «Г'юго» за найкращу повість («Зоряний танок»).
  - 1983 — Премія «Г'юго» за найкраще оповідання («Життя коротке», англ. Melancholy Elephants, 1982 рік; відоме також під назвами «Авторське право» і «Слони печалі»).
- 1977 — Премія Неб'юла за найкращу повість («Зоряний танок», англ. Stardance, 1977 рік; написана в співавторстві з дружиною Джин).
- 1978 — Премія Локус за найкращу повість («Зоряний танок»).
- 2008 — Премія імені Роберта Гайнлайна (прижиттєві досягнення).